# Háromujjú lajhárfélék
A háromujjú lajhárfélék (Bradypodidae) az emlősök (Mammalia) osztályának a szőrös vendégízületesek (Pilosa) rendjébe, ezen belül a lajhárok (Folivora) alrendjébe tartozó család, amelynek az egyetlen neme a Bradypus.

## Rendszerezése
A nembe az alábbi 4 faj tartozik:
- törpe háromujjú lajhár (Bradypus pygmaeus)
- galléros lajhár (Bradypus torquatus)
- háromujjú lajhár (Bradypus tridactylus) – típusfaj
- füstös háromujjú lajhár (Bradypus variegatus)